# Lazarus Long, l'immortale
Lazarus Long, l'immortale (titolo originale Time Enough for Love, letteralmente "abbastanza tempo per l'amore") è un romanzo di fantascienza di Robert Anson Heinlein, pubblicato per la prima volta nel 1973.
È l'opera più completa e in un certo senso il testamento letterario dell'autore. Esso si colloca alla fine della cronologia del futuro di Heinlein, cominciata fin dagli inizi della sua carriera e poi messa da parte per quasi trent'anni. Le storie più importanti di questo ciclo della storia futura (Future History) sono I figli di Matusalemme e Universo (Orphans of the Sky, 1963).
Il monumentale romanzo (il più lungo scritto da Heinlein) è in sostanza la narrazione da parte di Lazarus Long, il capostipite dei Matusalemme, di alcuni avvenimenti della sua lunga vita; alcuni per ampiezza formano dei veri e propri racconti autonomi nel romanzo. Due intermezzi intercalati nella narrazione raccolgono aforismi e motti tratti dai fatti narrati.
È stato candidato ad entrambi i maggiori riconoscimenti della letteratura fantascientifica, il Premio Hugo e il Premio Nebula.

## Trama
Lazarus Long, il Capostipite, è l'ultimo sopravvissuto dei componenti originari delle Famiglie Howard, un gruppo di persone che tramite selezione genetica e tecniche di rigenerazione biologica ha aumentato di molto la propria aspettativa di vita. Siamo nel 4272 e l'umanità ha colonizzato l'intera galassia, anche grazie al contributo di quest'uomo, che nelle sue molte vite si è spesso spinto oltre le nuove frontiere, rendendolo una leggenda vivente. È stato re e schiavo, medico e banchiere, profeta e capitano, ha visto e fatto tutto quello che ritiene possibile, ed ora è stanco e vorrebbe morire, è suo diritto farlo, la legge lo prevede. Ma c'è chi non è d'accordo: Ira Wheatheral, suo discendente e governatore del pianeta in cui Lazarus si nasconde per farla finita, che lo rintraccia e lo salva. Ritiene che l'enorme gamma di esperienze fatte da quest'uomo non possa essere dispersa, e vorrebbe raccoglierla per lasciarla in eredità all'umanità; se serve, anche costringendolo. Riesce però a convincerlo, promettendogli in cambio qualcosa in grado di interessarlo, qualcosa che non ha mai sperimentato prima. Il vecchio viaggiatore accetta il patto, una Mille e una notte al contrario: fino a quando non avranno trovato qualcosa che non ha mai sperimentato prima, lui racconterà, e gli altri, se lo vogliono rivedere in vita ogni giorno, dovranno ascoltarlo. E un poco alla volta Ira, sua figlia Hamadryad, la sua assistente artificiale Minerva e la coppia di tecnici addetti al ringiovanimento Ishtar e Galahad cominciano a condividere un rapporto profondo con quell'uomo burbero ed indecifrabile, capace nei suoi racconti di evocare sentimenti che li legano in maniere insospettabili. Si forma così una nuova famiglia intorno al Capostipite, e dai confusi frammenti del suo passato emergono incontri impossibili ed episodi improbabili, in una gara tra realtà e fantasia in cui l'unico vincitore è sempre lui, Lazarus.
Ne La storia dell'uomo che era troppo pigro per fallire, vediamo un uomo del ventesimo secolo guidato dalla ferrea volontà di cercare sempre la via più comoda per vivere col minimo sforzo e minimizzando il rischio. Dopo una lunga ed onorata carriera militare, riuscirà a raggiungere il sospirato obbiettivo di una tranquilla vecchiaia.
Ne La storia dei gemelli che non erano fratelli Lazarus racconta come le circostanze l'abbiano portato a diventare proprietario di due schiavi molto speciali, frutto di un esperimento genetico. Dopo averli gradualmente rieducati alla vita libera, non senza fatica, scoprirà con sua grande sorpresa che le loro origini erano già collegate a lui in modo imprevedibile.
In La storia della figlia adottiva Lazarus racconta la struggente storia del suo unico vero amore con una donna dalla vita breve, da lui salvata dalla morte in giovane età durante uno dei suoi episodi di colonizzazione di un nuovo pianeta. Con lei vivrà la vita del pioniere di frontiera, affrontando l'ambiente ostile ed esseri umani altrettanto pericolosi, fino all'inevitabile distacco.
La narrazione riprende da Boondock, capitale del nuovo pianeta appena colonizzato da Lazarus e dalla sua nuova famiglia, ora ulteriormente allargata per l'arrivo di due gemelle, suoi cloni. Il processo di guarigione è riuscito, il Capostipite ha ripreso la sua voglia di vivere e Terzius è l'ambiente adatto dove ricominciare. Ma rimane il frutto della promessa fatta, quell'esperienza che non ha mai provato prima: ora Lazarus sa di poter viaggiare nel tempo. Ha la possibilità di ritornare nel suo passato, e nulla può trattenerlo, non il pericolo che comporta, e nemmeno i timori della sua nuova famiglia per la sua incolumità. La voglia di reincontrare la sua famiglia di origine è una tentazione irresistibile, e grazie alla sua esperienza ed i suoi ricordi, può riuscirci senza indurre sospetti. Ma l'incontro con la sua giovane madre lo sconvolgerà molto oltre ogni sua previsione, spingendolo a fare quello che aveva sempre cercato di evitare, rischiare la vita per una causa in cui non crede. Finirà coinvolto in una guerra assurda, per scoprire ancora una volta che la morte può attendere.

## Personaggi
- Lazarus Long. Il più anziano ancora in vita delle Famiglie Howard, per questo chiamato il Capostipite. Ma anche Woodroow Wilson Smith, capitano Aaron Sheffield, "Happy" Daze, e molto altro. Dopo aver provato tutto nella vita, vorrebbe farla finita, ma ancora una volta non è arrivato il suo tempo.
- Ira Wheatheral. Presidente Pro Tempore delle Famiglie Howard, e governatore di Secundus. Ha ereditato dal suo lontano parente l'accortezza e la capacità di iniziativa, ma scoprirà di avere ancora parecchio da imparare.
- Ishtar Hardy. Viene incaricata di salvare Lazarus dalla morte in quanto amministratrice e Maestro Capotecnico per i processi di ringiovanimento, ci riuscirà, non solo per la sua abilità tecnica.
- Gahalad, nome precedente Obadiah Jones. Assistente di Isthar nei processi di ringiovanimento, forma con lei una coppia anche fuori dall'ambito professionale, e con lei entrerà nella nuova famiglia di Lazarus, seguendolo quindi nella nuova migrazione.
- Minerva. Intelligenza artificiale che affiancava Ira nel governo di Secundus, grazie a Lazarus avrà l'occasione di rivelare il profondo affetto per il suo principale, e rischierà la propria esistenza per tentare un processo di trasferimento in un corpo biologico, grazie al quale diventa a tutti gli effetti componente della famiglia. Una sua parte rimarrà intelligenza artificiale con il nome di Athena, con l'incarico di supervisionare la nuova colonia.
- Dora. Intelligenza artificiale a comando della nave personale di Lazarus, ha con lui un rapporto molto speciale.
- Le gemelle: Lapis Lazuli e Lorelei Lee Long, cloni femminili di Lazarus, ne ereditano anche il carattere impossibile, diventandone le eredi designate.
- Justin Foote 45°. Archivista capo di Secundus, si unisce alla famiglia di Lazarus dopo la colonizzazione di Tertius. Nell'introduzione, risulta essere il curatore e revisore di questo libro, da lui creato partendo dai documenti originali raccolti dagli archivi e da sua esperienza diretta.

## Inserimento nel ciclo della storia futura
Il libro chiude idealmente il ciclo della storia futura, riprendendo e concludendo con brevi accenni il filo narrativo di alcune delle opere precedenti. Vi si svela così la fine dei primi coloni della Vanguard, protagonisti di Universo, e si accenna al destino di alcuni dei protagonisti del romanzo precedente I figli di Matusalemme, tra cui Andrew "Slipstick" Libby. Ad un certo punto viene citato anche il dottor Hugo Pinero, protagonista del primo racconto di Heinlein La linea della vita, legame ideale tra inizio e fine della saga che ha attraversato tutta la vita dell'autore.

## Edizioni
- Robert A. Heinlein, Time Enough for Love, New York, Putnam, 1973.

- Robert A. Heinlein, Lazarus Long L'immortale, collana Cosmo Oro, traduzione di Roberta Rambelli, n. 37, Milano, Nord, marzo 1987  [prima edizione aprile 1979].
- Robert A. Heinlein, Lazarus Long, l'immortale, collana Cosmo Oro, a cura di S. Pergameno; trad. di Roberta Rambelli, Milano, Nord, 13 novembre 2002,  p. 606, ISBN 88-429-0334-5.